# Relations entre la France et le Soudan
Les relations entre la France et le Soudan désignent les relations entre la République française, État principalement européen, et la République du Soudan, État africain.

## Histoire
La progression coloniale française en Afrique orientale a été arrêtée à Fachoda en 1898. Fachoda se situe aujourd'hui au Soudan du Sud, mais elle était alors administrée par les troupes égyptiennes venues conquérir le Soudan.

## Relations contemporaines

### Liens économiques
Le Soudan est le troisième partenaire commercial de la France en Afrique de l'Est. Les entreprises françaises sont surtout présentes dans le secteur des matières premières et dans l'industrie pharmaceutique. Les liens économiques entre la France et le Soudan ont été détériorés du fait des sanctions américaines.

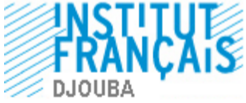
Logo de l'Institut français de Djouba.

### Echanges culturels et universitaires
La France est le premier pays d'accueil des étudiants soudanais. Khartoum accueille un Institut français et une école française, et les Alliances françaises sont implantées au Soudan. Dans le domaine de l'archéologie, la coopération est dense.

## Tensions

### Démocratie et droits de l'homme
La France est préoccupée par la situation au Soudan du point de vue des droits de l'homme et de la démocratie. Les crimes de guerre commis à l'occasion de la guerre du Darfour cristallisent les tensions.

### Partenaires régionaux de la France
La France entretient de bonnes relations avec l'Égypte, État relativement hostile au Soudan en raison d'un différend frontalier et de conflits d'usage sur le Nil. De même, la France est proche du Tchad, État déstabilisé par les trafics et les réfugiés en provenance du Darfour.